# Margaret Coomber
Margaret Coomber (Margaret Teresa Coomber, geb. MacSherry, in zweiter Ehe Baldwin; * 13. Juni 1950 in Dartford) eine ehemalige britische Mittelstreckenläuferin, Langstreckenläuferin und Sprinterin.
1970 wurde sie bei den British Commonwealth Games in Edinburgh für Schottland startend Siebte über 1500 m.
Bei den Olympischen Spielen 1972 in München schied sie über 800 m im Vorlauf aus.
Im Jahr darauf kam sie für Schottland startend bei den Crosslauf-Weltmeisterschaften 1973 in Waregem auf den 19. Platz.
1974 wurde sie bei den British Commonwealth Games in Christchurch Vierte in der 4-mal-400-Meter-Staffel und erreichte über 800 m das Halbfinale. Bei den Crosslauf-WM belegte sie 1974 in Monza den 39. Platz, 1975 in Rabat den 42. Platz, 1976 in Chepstow den 54. Platz, 1977 in Düsseldorf den 52. Platz und 1978 in Glasgow den 69. Platz.
Bei den Commonwealth Games 1978 in Edmonton wurde sie Zwölfte über 1500 m.
1979 lief sie bei den Crosslauf-WM in Limerick auf Rang 82 und Crosslauf-WM in Paris Rang 88.
Viermal wurde sie Schottische Meisterin über 1500 m (1969, 1970, 1977, 1979) und zweimal im Crosslauf (1970, 1972).

## Persönliche Bestzeiten
- 400 m: 55,34 s, 1972
- 800 m: 2:02,0 min, 1. Juli 1973, Leipzig
- 1000 m: 2:41,81 min, 23. August 1978, London
- 1500 m: 4:18,2 min, 25. Juni 1978, Straßburg